# Давини
Давини (латыш. Dāviņi) — населённый пункт в Бауском крае Латвии. Административный центр Давиньской волости. Находится у региональной автодороги P88 (Бауска — Линде). Расстояние до города Бауска составляет около 20 км. По данным на 2004 год, в населённом пункте проживало 406 человек.

## История
В советское время населённый пункт был центром Давиньского сельсовета Бауского района. В селе располагался совхоз «Давини».